# Автомагістраль A5 (Литва)
Автомагістраль A5 — шосе в Литві. Пролягає від Каунаса до польського кордону, у бік Сувалок і зрештою до Варшави. Довжина дороги 97,9 км. Ділянку автомагістралі A5 – Каунас – Маріямполе було модернізовано до автомагістралі, доступ до якої здійснюється лише через роз’їзди з роздільними рівнями. Це перша автомагістраль, побудована після вступу Литви до Європейського Союзу в 2004 році.
Решту дороги модернізують відповідно до специфікацій автомагістралі. З'єднає Каунас зі швидкісною дорогою S61 у Польщі. Ця дорога буде єдиним сполученням литовської мережі автомагістралей з рештою європейської мережі автомагістралей.
Більша частина автомагістралі A5 має код Via Baltica в європейській системі маршрутів. Шосе E67 остаточно з'єднує Прагу з Таллінном / Гельсінкі.

## Основні міста на маршруті
- Каунас
- Маріямполе

## Дивись також
- Транспорт Литви